# Charlot pittore
Charlot pittore (The Face on the Bar Room Floor), è un cortometraggio del 1914 scritto, diretto, montato e interpretato da Charlie Chaplin. Prodotto dalla Keystone Pictures Studio, il film (che adatta la poesia The Face upon the Barroom Floor di Hugh Antoine d'Arcy) fu completato il 20 luglio 1914 e distribuito negli Stati Uniti dalla Mutual Film il 10 agosto, mentre in Italia uscì il 19 ottobre 1957.

## Trama
Charlot, ubriaco al bar di Joe, racconta agli altri clienti i momenti di splendore passati nel suo atelier quando era un pittore di fama. Innamoratosi di Madeline, una delle sue modelle, lei lo aveva però tradito con un suo amico conosciuto proprio nello studio, mentre Charlot lo ritraeva. Insieme a Madeline, anche l'ispirazione aveva abbandonato Charlot che, ridotto in povertà, anni dopo aveva rivisto al parco la coppia con un nugolo di pargoli al seguito.
Una volta terminato il racconto, Charlot chiede un gessetto per disegnare sul pavimento del bar il viso di Madeline, ma dopo alcuni tentativi in cui produce solo degli schizzi infantili e ridicoli, crolla a terra.

## Distribuzione

### Data di uscita
Le date di uscita internazionali sono state:
- 10 agosto 1914 negli Stati Uniti
- 13 marzo 1916 in Spagna (Charlot pintor)
- 27 maggio 1922 in Finlandia
- 21 dicembre in Danimarca (Chaplin som Othello)
- 19 ottobre 1957 in Italia